# Márcia Kubitschek
Márcia Lemos Kubitschek de Oliveira (Belo Horizonte, 22 de outubro de 1943 – São Paulo, 5 de agosto de 2000) foi uma jornalista e política brasileira, vice-governadora do Distrito Federal de 1991 a 1995. Era filha do ex-presidente Juscelino Kubitschek e de Sarah Kubitschek.

## Biografia
Nasceu num parto com complicações, o que quase custou sua vida e de sua mãe, mas nasceu aparentemente saudável. Aos dez anos descobriu um problema na coluna vertebral, uma possível sequela do parto. Esse problema a fez desistir da carreira de bailarina. Com o agravamento do seu estado de saúde, foi levada à Europa pelos pais a fim de ser operada pelo melhor médico ortopedista da época. Conseguiu recuperar-se, apesar de não ter  realizado o seu sonho de ser bailarina. Posteriormente, em 1956, com as bailarinas Dalal Achcar e Maria Luisa Noronha, fundou a Associação de Ballet do Rio de Janeiro e de sua companhia de dança — o Ballet do Rio de Janeiro.
Seu pai chegou à fase final de seu governo (1956–1961) inaugurando Brasília, a nova capital do Brasil, em 21 de abril de 1960.

## Vida pessoal
Em terras lusitanas, casou-se com o banqueiro Baldomero Barbará Neto e teve duas filhas: Anna Christina Kubitschek Barbará, nascida na cidade do Rio de Janeiro em 1 de junho de 1966, e Júlia Diana Kubitschek Barbará, nascida em Nova Iorque, no dia 29 de abril de 1976. Depois de dez anos de casamento, Márcia acabou optando por pedir o divórcio.
Mudou-se para os Estados Unidos com as filhas e continuou trabalhando. Casou-se novamente em 1980, com o bailarino norte-americano, de ascendência cubana, Fernando Bujones, nascido em Miami. Dessa união nasceu, em Nova Iorque, no ano de 1983, sua filha caçula, Alejandra Patrícia Kubitschek Bujones. O casal separou em 1988, e ela voltou a morar no Brasil com as três filhas.
Alguns anos depois, reencontrou seu namorado de adolescência, o advogado gaúcho José Carlos Barroso, com quem se casou. Foi seu último marido.

## Carreira
Foi aluna do curso de Comunicação Social da Pontifícia Universidade Católica do Rio de Janeiro, onde estudou de 1960 a 1963, formando-se jornalista. Posteriormente, trabalhou nos jornais Última Hora, Jornal do Brasil e na revista Manchete.
Foi diretora da Fundação Cultural do Rio de Janeiro. Fez mestrado em Ciências Políticas (1977–1980) na Universidade de Nova Iorque, cidade na qual dirigiu o escritório da Embratur durante o primeiro ano do governo Sarney. Poliglota, falava fluentemente cinco idiomas.
Teve dois netos e duas netas: Felipe e André, filhos de Anna Christina com o ex-político e empresário mineiro Paulo Octávio Alves Pereira e Maria Vitoria e Luiza filhas de Júlia Diana com o banqueiro Frederico Albarran. Alejandra Patrícia ainda não teve filhos, nem se casou.

## Vida política
Márcia assinou sua filiação ao PMDB em 1982 e foi eleita deputada federal pelo Distrito Federal em 1986, atuando na Assembleia Nacional Constituinte. Permaneceu na legenda até 1989, quando ingressou no PRN a convite de Fernando Collor, que inclusive lhe havia oferecido a vaga de vice em sua chapa naquele ano, quando ele se elegeria presidente da República.
Em 1990 houve a primeira eleição direta para o governo do Distrito Federal e Joaquim Roriz foi eleito governador tendo como vice-governadora Márcia Kubitschek, que renunciou ao mandato parlamentar em 21 de dezembro de 1990.
Durante o processo que culminaria com o impeachment de Collor, desligou-se do PRN e, em 1994, concorreu a uma cadeira de senadora pelo PP, ficando em terceiro lugar. Nomeada assessora do Ministério da Indústria e Comércio no ano seguinte pelo presidente Fernando Henrique Cardoso, foi vice-presidente da Embratur entre 1996 e 2000. Foi seu último emprego.

## Saúde e morte
Márcia Kubitschek sofria de cirrose hepática. Em 2000, ficou internada por mais de dois meses, com insuficiência renal e hepática. Não houve tempo para um transplante de fígado. Morreu por falência de múltiplos órgãos.